# Wielka Stopa w Egipcie
Wielka Stopa w Egipcie (wł. Piedone d’Egitto) – włoski film komediowy typu poliziottesco z 1980 rok w reżyserii Steno.
Czwarty i ostatni film z serii Wielka Stopa.

## Wątek
Neapolitański komisarz policji Rizzo, zwany „Wielką Stopą”, zawozi swego adoptowanego syna – afrykańskiego sierotę Bodo do szkoły. Chłopiec niechętnie podchodzi do nauki i woli zostać policjantem jak Rizzo. Nocą Rizzo rozbija handel narkotykami z brooklyńskimi gangsterami w hurtowni fajerwerków Ruotola. Dowiaduje się, że dostawcą Ruotola jest osobnik nazywanym Szwedem. Tymczasem brygadier Caputo dostaje cynk od Araba imieniem Omar o porwanej dziewczynie w związku z narkotykami. Trop wiedzie do łodzi kryminalisty Coppoli, a porwaną jest Connie, bratanica amerykańskiego potentata naftowego Edwarda Burnsa. Zleceniodawcą był Szwed, lecz Coppola nigdy nie widział go na oczy. Burns jest wdzięczny Rizzowi, dziwi się jednak czemu porywacze nie żądali okupu.
Wkrótce znika korespondujący z Burnsem ekscentryczny prof. Cerullo, jeden z głównych włoskich entomologów. Rizzo rozpoznaje w osobistym pilocie Burnsów Jacka Connorsa, poszukiwanego przestępcę o wielu fałszywych tożsamościach. On i Caputo wyjeżdżają do Egiptu, gdzie Cerullo prowadził badania na tamtejszych polach naftowych. Udaje się z nimi niepostrzeżenie Bodo. W Kairze Caputo na polecenie Rizza ma dać Bodo do najbliższego posterunku policji, by go deportowali do Neapolu. Jednak przeszkadza w tym brak znajomości języka włoskiego u kairskich policjantów. Rizzo przeszukując samolot Burnsa sądzi, że Connors i Szwed to ta sama osoba; w porę unika śmierci od bomby zegarowej. Spotyka się z Burnsem i przyjmuje wcześniejszą propozycję pracy w ochronie pól naftowych.
Burns przedstawia swego tureckiego partnera biznesowego, Elvera Zakara. Rizzo śledzi Connie, która jest w sekretnym związku z porucznikiem Kebirem. Przy Piramidach w Gizie cała trójka unika skrytobójczego zamachu z rąk Connorsa. Caputo szukając powiązań Cerulla z działalnością Burnsa zostaje ogłuszony. Rizzo w trakcie zwiedzania z Zakarem Kairu dowiaduje się o wyznawcach Eclassa, których ubiór jest podobny do tego u ludzi Connorsa. W meczecie Saladyna zaczyna śledzić jednego z nich na targ aż do bazaru. Tam czyha na Rizza zasadzka zastawiona przez niskorosłego sprzedawcę dywanów Magere. Znajduje się też związany Caputo. Dowiadują się, że Cerullo został porwany przez Szweda i obecnie jest przetrzymywany w obozie koczowniczego plemienia Tibu na pustyni Mayed.
Szwed, którym okazuje się być Connors, mówi nieświadomemu bycia zakładnikiem Cerulli, że na polecenie Burnsa udaje się z nim do Kairu. Tam Connie świętuje osiemnaste urodziny i dziedziczy akcje firmy naftowej jej zmarłego ojca, brata Burnsa, który sprawuje jedynie funkcję zarządcy. Rizzo dzięki informatorowi znajduje i uwalnia Cerulla. Connie opowiada, że Cerullo znał egipskiego archeologa mieszkającego w Aswan. Tam Rizzo ku zdziwieniu Caputa i Bodo pozwala, by plemię Tibu porwało Cerulla, by śledzić ich do obozu i zarazem schwytać Szweda. Po różnych perypetiach cała trójka jest w rękach plemiena. Hassan, jego herszt dowiaduje się o śmierci Omara, który był jego bratem i tłumaczem Cerulli. Rizzo prowadzony jest do pałacu należącego do Zakara, który jest mocodawcą Tibu, Szweda i Magere.
Oprócz Cerulla zakładnikami są również Burnsowie. Zakar wyjaśnia, że Cerullo został porwany, ponieważ odkrył konkretny gatunek chrząszcza gniazdujący wyłącznie na lądowych złożach ropy. Zakar zamierza wszystkich zabić w starej świątyni, by zachować tę wiedzę wyłącznie dla siebie i stać się czołowym potentatem naftowym. Szwed ujawnia, że to on zabił Omara. Hassan ufając Rizzowi nie związał go i wraz z jego ludźmi ten może walczyć ze strażnikami świątyni. W walce pomaga również Bodo, który niespostrzeżenie się zakradł do pałacu Zakara. Dochodzi też do pojedynku Hassana i Szweda. W końcu wszyscy przestępcy zostają pokonani, następnie aresztowani przez Kebira. Po powrocie do Neapolu Bodo towarzyszy przy badaniach Cerulla, chcąc teraz zostać potentatem naftowym. Wydaje im się, że trafili na złoża ropy, ale Rizzo patrzący na to z przymrużeniem oka mówi również w to wierzącemu Caputo, że tak naprawdę przebili się do kanalizacji miejskiej.

## Obsada
- Bud Spencer – kom. Manuele „Wielka Stopa” Rizzo
- Enzo Cannavale – marsz. Gaetano Caputo
- Baldwin Dakile – Bodo
- Fabrizio Vidale – Bodo (głos)
- Robert Loggia – Edward Burns
- Pino Locchi – Edward Burns (głos)
- Leopoldo Trieste – prof. Coriolano Cerullo
- Karl-Otto Alberty – Szwed / Jack Connors
- Carlo Alighiero – Szwed / Jack Connors (głos)
- Cinzia Monreale – Connie Burns
- Emanuela Rossi – Connie Burns (głos)
- Angelo Infanti – Hassan Hakim
- Luciano De Ambrosis – Hassan Hakim (głos)
- Adel Adham – Elver Zakar
- Sergio Fiorentini – Elver Zakar (głos)
- Mahmoud Kabil – porucznik Kebir
- Massimo Turci – porucznik Kebir (głos)
- Arnaldo Fabrizio – mały Magere
- Vittorio Stagni – mały Magere (głos)
- Venantino Venantini – Ferdinando Ruotolo
- Antonio La Raina – Ferdinando Ruotolo (głos)
- Paolo Figlia – don Carmine
- Benito Pacifico – ochroniarz don Carmine'a
- Giovanni Cianfriglia – oprych Ruotoli
- Riccardo Pizzuti –
  - Salvatore Coppola,
  - człowiek Hassana
- Nino Vingelli – Salvatore Coppola (głos)
- Giancarlo Bastianoni –
  - pomagier Coppoli #1,
  - człowiek Hassana
- Vincenzo Maggio – pomagier Coppoli #2
- Ester Carloni – Maria Assunta
- Mimmo Poli – współpasażer Caputa w samolocie
- Osiride Pevarello – strażnik świątyni #1
- Marcello Verziera –
  - strażnik świątyni #2,
  - człowiek Hassana
- Gigi Bonos – strażnik świątyni #3

Źródło: